# Лекарственное средство
Лека́рственное средство,
лека́рственный препара́т, медикаме́нт, лека́рство, фа́рмпрепара́т (новолат. praeparatum medicinale, praeparatum pharmaceuticum, medicamentum; жарг. лечебное средство) — вещество или смесь веществ синтетического или природного происхождения в виде лекарственной формы (таблетки, капсулы, раствора, мази и т. п.), применяемые для профилактики, диагностики и лечения заболеваний.
Следует иметь в виду, что термины — лекарственное средство и лекарственный препарат (фармпрепарат, медикамент) не являются полными синонимами:
- лекарственное средство — по своей сути это действующее вещество (или смесь действующих веществ)[2][3][4][5]. В России в юридическом отношении к лекарственным средствам относятся лекарственные препараты и фармацевтические субстанции[6];
- лекарственный препарат — это лекарственное средство в определённой дозе в виде определённой лекарственной формы, готовое к применению[2][3][4][7]. Лекарственные препараты нередко содержат кроме действующего вещества, ещё и вспомогательные вещества[нем.] (формообразователи, растворители, стабилизаторы, консерванты, красители, ароматизаторы и т. д.)[3]. Аналоги лекарственных препаратов с одинаковыми лекарственными средствами, но отличающиеся в зависимости от производителя составами вспомогательных веществ и(или) формой выпуска, внешним видом (к примеру таблеток), или только запатентованным названием, называются дженериками. Лекарственные препараты в зависимости от патентной защиты, могут быть оригинальными и воспроизведёнными[6], торговые названия могут быть одинаковыми с названием лекарственного средства (МНН) или иметь отличное от него коммерческое название защищённое авторскими правами[3]. Препараты относящиеся к одной фармакологической группе, но имеющие разный состав лекарственного средства именуются аналогами[3].

Термин же лекарство может употребляться к любому из них и более просторечное.
Перед употреблением в медицинской практике лекарственные средства должны проходить клинические исследования и получать разрешение к применению.

## История
Уже в древности люди пытались спасти свою жизнь, используя различные природные лекарственные вещества. Чаще всего это были растительные экстракты, но применялись и препараты, которые получали из сырого мяса, дрожжей и экскрементов животных. Некоторые лекарственные вещества имеются в легко доступной форме в растительном или животном сырье, в связи с чем медицина с успехом пользовалась с древнейших времён большим количеством лекарственных средств растительного и животного происхождения (например клещевина, опий, морской лук, известные ещё в древнем Египте; ртуть, известная древним индусам; наперстянка, ландыш, горицвет и многие другие, широко применяемые народной медициной). Лишь по мере развития химии люди убедились, что лечебный эффект таких веществ заключается в избирательном воздействии на организм определённых химических соединений. Позднее такие соединения стали получать в лабораториях путём синтеза.
Успехи техники и развитие ряда научных дисциплин (анатомии, физиологии и особенно химии) во второй половине XIX столетия, во-первых, сделали возможным синтез значительного количества веществ, не существовавших в данном сочетании или виде, но обладающих терапевтическим действием (антипирин, пирамидон, плазмоцид, аспирин и сотни других), и, во-вторых, позволили сделать научный эксперимент основой изучения действия лекарственных средств, а также изыскания новых лекарств. Эксперимент заменил господствовавшие до того времени в лечении и лекарствоведении различные не обоснованные научно теории (Парацельс, Ганеманн и др.).
Пауль Эрлих, немецкий бактериолог и химик, считается основателем современной химиотерапии. В 1891 году он разработал теорию применения химических соединений для борьбы с инфекционными заболеваниями.

## Классификация
Существует несколько классификаций, основанных на различных признаках лекарственных средств
- по химическому строению (например, соединения-производные фурфурола, имидазола, пиримидина и др.);
- по происхождению — природные, синтетические, минеральные;
- по фармакологической группе — наиболее распространённая в России классификация основана на воздействии препарата на организм человека;
- нозологическая классификация — классификация по заболеваниям, для лечения которых используется лекарственный препарат;
- анатомо-терапевтическо-химическая классификация — международная классификация, в которой учитывается фармакологическая группа препарата, его химическая природа и нозология заболевания, для лечения которого предназначен препарат.

Сырьём для получения лекарственных средств служат:
- растения (листья, трава, цветки, семена, плоды, кора, корни) и продукты их обработки (жирные и эфирные масла, соки, камеди, смолы);
- животные — железы и органы животных, сало, воск, тресковая печень, жир овечьей шерсти и другое;
- ископаемое органическое сырьё — нефть и продукты её перегонки, продукты перегонки каменного угля;
- неорганические ископаемые — минеральные породы и продукты их обработки химической промышленностью и металлургией (металлы);
- всевозможные органические соединения — продукты крупной химической промышленности.

## Изучение
Изучение лекарственных средств производится путём химического анализа, фармакологических исследований и клинических наблюдений (см. Фармакология); при этом определяются действующие начала вещества и его основные качественные показатели: органотропность или паразитотропность лекарства, то есть преимущественное его действие на те или другие органы больного или же на возбудителей заболевания (на бактерии, паразитов и т. п.); наличие «побочного» (нежелательного) действия; способность лекарства вызывать у некоторых лиц особую к себе чувствительность (например заболевание насморком и появление тошноты от ничтожных количеств ипекакуаны).
Количественными показателями для лекарственного средства устанавливаются: смертельная доза (обычно вычисляемая на 1 кг живого веса животного или человека), переносимая (толерируемая) доза и лечебная доза. Переносимые дозы (или несколько меньшие для осторожности) для многих лекарств узакониваются в виде максимальных доз. Отношение смертельной дозы к лечебной называется «терапевтическим индексом» лекарственного средства, так как чем больше это отношение, тем свободнее можно назначать лекарство.

## Действие
Действие лекарственных средств осуществляется главным образом путём изменения физико-химических свойств среды, в которой находятся клеточные элементы организма; при этом действие может иметь характер химического соединения лекарства с элементами организма и в некоторых случаях при непосредственном действии на протоплазму клеток, сопровождаться полным разрушением их. Физиологическим эффектом действия лекарства является либо возбуждение, либо угнетение жизнедеятельности клеточных элементов; при этом большую роль играет доза лекарственного вещества, так как одно и то же лекарство в различных дозах может вызывать разное действие — возбуждать в малых дозах и угнетать (вплоть до паралича) в больших дозах.
Существенным моментом является фаза действия лекарственных средств: одни лекарства могут проявлять своё действие в момент проникновения в организм (фаза вхождения по Кравкову), другие — большинство — в период максимальной концентрации в организме (фаза насыщения), третьи — в момент падения концентрации (фаза выхождения); при этом чрезвычайно важным является способность некоторых лекарств к кумуляции, проявляющейся в резком усилении, а иногда и извращении их действия при повторном введении, что объясняется накоплением лекарства в организме и накоплением эффекта действия его.
Действие лекарства зависит от возраста, пола, состояния здоровья и индивидуальных особенностей организма лица, принимающего его. Ряд лекарственных средств в соответственно уменьшенной дозе оказывает на детей гораздо более сильное действие, чем на взрослых (часто отравляющее); женщины в период менструации, беременности, лактации реагируют на лекарства иначе, чем обычно; на некоторых лиц лекарство действует ненормально сильно, что объясняется повышенной чувствительностью организма к определённым веществам (см.: Идиосинкразия).

## Способы применения
Пути введения лекарства в организм весьма разнообразны. Чаще всего используют приём лекарственных средств внутрь перорально. Во избежание быстрого разложения лекарственного препарата, раздражения желудочно-кишечного канала или для достижения наибольшей быстроты действия лекарство вводят с помощью шприца подкожно, внутримышечно или внутривенно. Некоторые лекарства вводят через прямую кишку или путём вдыхания.
Наружным применением лекарственных средств считается нанесение их на кожу и на слизистые оболочки глаза, носа, ушей, полости рта, мочеполовых путей (до места входа в мочевой пузырь и до цервикального канала матки), на слизистую оболочку прямой кишки (до места расположения внутреннего сфинктера).
В организме лекарственные средства разрушаются, изменяются и, входя в химические соединения с его солями и жидкостями, теряют свои ядовитые свойства (а иногда, наоборот, приобретают их) и в том или другом виде выводятся из организма через кишечник, почки, дыхательные пути, потовые железы и т. д.

## Оригинальные лекарственные средства, синонимы, «дженерики» и аналоги
Всемирная организация здравоохранения (ВОЗ) считает лекарством вещество, имеющее международное непатентованное наименование (МНН). Всего веществ, обладающих МНН, в мире к началу 2019 насчитывалось около 10 тысяч.
Оригинальным лекарством называется препарат, ранее неизвестный и впервые выпущенный на рынок фирмой-разработчиком или патентодержателем. Разработка и продвижение на рынки нового препарата, как правило, — очень дорогостоящий и длительный процесс. Из множества известных соединений, а также вновь синтезируемых, методом перебора, на основании баз данных по их свойствам и компьютерного моделирования предполагаемой биологической активности, выявляются и синтезируются вещества, имеющие максимальную целевую активность. После экспериментов на животных, в случае положительного результата, проводятся ограниченные клинические испытания на группах добровольцев. Если эффективность подтверждается, а побочные явления незначительны — лекарство идёт в производство, и на основании результатов дополнительных испытаний уточняются возможные особенности действия, выявляются нежелательные эффекты. Часто самые вредные побочные действия выясняются именно при клиническом применении.
В настоящее время практически все новые лекарственные средства патентуются. Патентное законодательство большинства стран предусматривает патентную защиту не только способа получения нового лекарственного средства, но и патентную защиту самого лекарственного средства. В РФ срок действия патента на изобретение, относящееся к лекарственному средству, для применения которого требуется получение в установленном законом порядке разрешения, продлевается федеральным органом исполнительной власти по интеллектуальной собственности по ходатайству патентообладателя на срок, исчисляемый с даты подачи заявки на изобретение до даты получения первого такого разрешения на применение, за вычетом пяти лет. При этом срок, на который продлевается действие патента на изобретение, не может превышать пять лет. После окончания срока действия патента другие производители могут воспроизвести и выпустить на рынок похожее лекарственные средство (так называемый дженерик), если докажут биоэквивалентность воспроизведённого и оригинального препаратов. При этом технология производства дженерика может быть любой, но не попадающей под действие существующей в стране патентной защиты. Производитель дженерика не может использовать название бренда для этого лекарства, а только международное непатентованное наименовани (МНН) или какое-либо новое, запатентованное им (синоним).
С точки зрения химии действующее вещество оригинального лекарства и дженерика одно и то же, но различна технология производства, возможна разная степень очистки. Есть и другие факторы, влияющие на эффективность препарата. Например, долгое время разные фирмы не могли добиться той же эффективности ацетилсалициловой кислоты для дженериков, как у фирмы Bayer — производителя оригинального препарата «аспирин». Оказалось, что дело не только в чистоте сырья, но и в особом способе кристаллизации, дающим в результате особые, более мелкие, кристаллы. Возможен и противоположный результат, когда дженерик получается удачнее, чем оригинальное лекарство.
Аналог — лекарственное средство на основе вещества отличного от используемого в сопоставляемом оригинале и, следовательно, с другим МНН. Поэтому, если подбор синонима или дженерика — прерогатива провизора, то для назначения аналога требуется квалификация врача (иногда дженерики также именуют аналогичными препаратами, что создаёт известную путаницу).

### Фальсификация и контрафакт
- 1998 год — зарегистрирован первый официальный случай обнаружения поддельного ЛС в России[источник не указан 4394 дня].
- 2004 год — введение в российское законодательство понятия «фальсифицированные лекарственные средства»[9].

Следует различать фальсификацию лекарственного средства и контрафактные лекарства.
Фальсификат — это сознательное изменение рецептуры производства лекарственного средства. Замена дорогих компонентов более дешёвыми или снижение содержания (а в самом худшем случае и вовсе отсутствие) необходимого компонента лекарства. Например, замена более дорогого цефазолина более дешёвым (и менее эффективным) пенициллином. Кроме того, возможны и другие нарушения при производстве: нарушение времени и последовательности технологического процесса, занижение степени очистки, некачественные упаковочные материалы и др.
Контрафактные лекарственные средства — это лекарства, выпускаемые без разрешения патентодержателя.
Эффективность лекарства прежде всего определяется действующим веществом (но не только им, см. биоэквивалентность). Согласно нормам международного права, формула или состав действующего вещества не может являться секретом фирмы. Однако в течение определённого времени другие компании не имеют права производить это лекарство без разрешения фирмы-патентодержателя. Даже по завершении отведённого срока другие фирмы не могут воспользоваться оригинальным названием лекарственного средства (зарегистрированным брендом).

## Рецептурные и безрецептурные лекарственные средства в РФ
Рецепт на лекарственное средство — письменное назначение лекарственного препарата по установленной форме, выданное медицинским или ветеринарным работником, имеющим на это право, в целях отпуска готового лекарственного препарата или его изготовления и отпуска. Соответственно, рецептурный препарат — препарат, отпускаемый из аптечного учреждения только по рецепту. Безрецептурный лекарственный препарат — препарат, который официально разрешено отпускать из аптеки без рецепта врача. Список препаратов, разрешённых к отпуску без рецепта, утверждается приказом Минздрава. Однако, этот нормативный документ утратил силу в августе 2011 года и на сегодняшний день нет документа или законодательно утверждённого порядка отнесения лекарственного препарата к безрецептурному. В связи с этим работникам аптек приходится руководствоваться только указаниями производителя на упаковке препарата.
Процентное соотношение безрецептурных и рецептурных препаратов в аптеке выглядит примерно 30 к 70. Однако в настоящее время в России наблюдается кризис системы «врач — провизор — больной», который выражается в отпуске официально рецептурных препаратов (антибиотики, гормональные контрацептивы, препараты для лечения сердечно-сосудистой системы и др.) без должно оформленного рецепта, либо (что встречается гораздо чаще) вообще без него. Фактически это приводит к свободной продаже лекарств. Бесконтрольный приём и нерациональное использование лекарств подвергают опасности не только пациентов, но и приводит к появлению антибиотикорезистентных штаммов микроорганизмов, распространению токсикомании, наркомании и многим другим подобным последствиям.
Государство постепенно ужесточает контроль над обращением лекарственных средств. В частности, в июне 2012 года вступил в силу Приказ Минздравсоцразвития России № 562н от 17 мая 2012 г. об утверждении нового порядка отпуска лекарственных препаратов, содержащих прекурсоры, в том числе кодеинсодержащих комбинированных обезболивающих препаратов, пользовавшихся популярностью у большой части населения. В целях борьбы с наркоманией, с июля 2012 года вышеназванные препараты отпускаются по 148-1/у-88 форме рецепта.
В России продажа без рецепта лекарственного препарата наказывается штрафом размером 1—2 тыс. рублей. Если ситуация повторяется, проверяющие вправе оформить протокол уже на юридическое лицо, то есть на аптечную организацию, и в этом случае сумма штрафа многократно увеличивается — до 40—50 тыс. рублей.

## Гомеопатические лекарственные средства
В ряде стран гомеопатические лекарственные средства регулируются по-разному — либо как категория «лекарственные средства», либо как «пищевые продукты и добавки», либо как «средства нетрадиционной медицины». В настоящее время на этот счёт нет устоявшегося мнения международных организаций, согласованного с национальными органами управления здравоохранением.
В Российской Федерации гомеопатические препараты подлежат такому же законодательному регулированию как и обычные лекарства. В 2010 году была начата работа по пересмотру статуса отдельных типов препаратов, в частности — гомеопатических препаратов.

## Законодательное регулирование

### В Российской Федерации
Государство достаточно жёстко регулирует обращение лекарственных средств. Основным документом, регламентирующим вопросы оборота лекарственных средств, на 2011 год является Федеральный закон от 12.04.2010 № 61-ФЗ «Об обращении лекарственных средств» (принят ГД ФС РФ 24.03.2010). Помимо основного закона, субъекты обращения лекарств попадают под действие законов № 3-ФЗ от 08.01.1998 «О наркотических средствах и психотропных веществах», № 2300-1 «О защите прав потребителей», № 122-ФЗ от 02.08.1995 «О социальном обслуживании граждан пожилого возраста и инвалидов», № 128-ФЗ от 08.08.2001 «О лицензировании отдельных видов деятельности» и других.
В законе о лекарственных средствах разграничиваются понятия «лекарственный препарат» и «лекарственное средство».
Согласно закону, «лекарственное средство» — более общее понятие, к средствам относятся также и субстанции.
Лекарственные препараты — лекарственные средства в виде лекарственных форм, применяемые для профилактики, диагностики, лечения заболевания, реабилитации, для сохранения, предотвращения или прерывания беременности. Все лекарственные средства, используемые на территории России, должны быть зарегистрированы в соответствующем уполномоченном федеральном органе исполнительной власти — Росздравнадзоре, который ведёт государственный реестр лекарственных средств.
Производство разрешённых лекарственных средств должно соответствовать требованиям ГОСТ, принятого в 2010 году. Данный ГОСТ соответствует международному стандарту GMP. Все фармацевтические предприятия России обязаны перейти на требования этого ГОСТ к 2014 году.
Продажа лекарственных средств (в отличие от биологически активных добавок) осуществляется только аптечными учреждениями (аптеки, аптечные киоски), имеющими соответствующую лицензию.
Обращение лекарственных средств регулируют законом и подзаконными актами, в том числе регулярно обновляют список жизненно необходимых и важнейших лекарственных препаратов, перечень наркотических средств и др.
На территории особого правового регулирования (напр. международного медицинского кластера) разрешается использование препаратов, не зарегистрированных в России.
Налоговое законодательство
Налог на добавленную стоимость (НДС) при продаже некоторых лекарственных средств в России в 2008 году соответствует 10 % (в отличие от БАДов — 18 %).
На Украине существует практика возврата акцизного сбора за использование спирта при производстве лекарств, но только после их реализации.
Органы государственного контроля за качеством
Качество лекарственных средств в России контролирует Федеральная служба по надзору в сфере здравоохранения (Росздравнадзор), подчинённый Министерству здравоохранения.
В большинстве крупных городов России работают центры контроля качества лекарственных средств. Их основная задача — проверка торгующих лекарствами организаций (соблюдение многочисленных норм хранения и продажи лекарственных средств), а также выборочный (а в некоторых регионах и тотальный) контроль лекарств. На основании данных от региональных центров Росздравнадзор принимает решения о забраковке того или иного лекарственного средства.
Забракованные и фальсифицированные лекарственные средства подлежат изъятию из аптечной сети, информация о них размещена на сайте Росздравнадзора.

### Оборот наркотических лекарственных средств
Согласно нормативной документации, наркотические лекарственные средства — это лекарственные препараты и фармацевтические субстанции, содержащие наркотические средства и включённые в перечень наркотических средств, психотропных веществ и их прекурсоров, подлежащих контролю в Российской Федерации, в соответствии с законодательством Российской Федерации, международными договорами Российской Федерации, в том числе Единой конвенцией о наркотических средствах 1961 года.
Из перечня наркотических средств к лекарственным препаратам имеют отношение:
- Список II — наркотические средства и психотропные вещества, оборот которых в Российской Федерации ограничен и в отношении которых устанавливаются меры контроля в соответствии с законодательством Российской Федерации и международными договорами Российской Федерации
- Список III — психотропные вещества, оборот которых в Российской Федерации ограничен и в отношении которых допускается исключение некоторых мер контроля в соответствии с законодательством Российской Федерации и международными договорами Российской Федерации

Государство оставляет за собой монополию на производство наркотических средств списка II. Все предприятия, связанные с оборотом наркотических и психотропных веществ, подлежат обязательному лицензированию. Аптеки, которые имеют в ассортименте лекарственные препараты списков II и III, обязаны иметь лицензии на реализацию каждого списка.
Контрольным государственным органом предприятий, связанных с оборотом наркотических препаратов, кроме Росздравнадзора, является Федеральная служба Российской Федерации по контролю за оборотом наркотиков. Поскольку многие врачи опасаются развития у пациентов зависимости от наркотика и психологически не приемлют его, по причине запутанного, а также по причине противоречивого и часто меняющегося законодательства, доктора остерегаются назначений наркотических препаратов даже тем людям, кому это необходимо.